# Leo (auteur)
Pour les articles homonymes, voir Leo et Oliveira.
Luiz Eduardo de Oliveira, connu sous le pseudonyme de Leo (correspondant à ses initiales), est un auteur de bande dessinée brésilien de langue française né à Rio de Janeiro (Brésil) le 13 décembre 1944.

## Biographie

### La jeunesse
Luiz Eduardo de Oliveira voit le jour le 13 décembre 1944 à Rio de Janeiro au Brésil. Passionné de dessin, il entre à l’université et suit des études d’ingénieur. Son diplôme acquis, il se tourne vers le militantisme au sein de la gauche en 1968.

### La fuite
En 1971, il fuit le Brésil à cause de la dictature militaire. Réfugié au Chili, il doit à nouveau fuir un an plus tard, pour l'Argentine cette fois, à la suite du coup d'État qui renverse le président Salvador Allende au profit de Augusto Pinochet. Il retourne finalement au Brésil en 1974, de manière clandestine.

### La carrière de dessinateur
Dessinateur de publicité à São Paulo, il émigre en France en 1981 pour faire de la bande dessinée. Cependant, l'industrie de la bande dessinée franco-belge traverse à l'époque une des pires crises de son histoire, ce qui le force à se replier vers la publicité. Il publie toutefois quelques planches dans le magazine L'Écho des savanes en 1982 et Pilote en 1985.
En 1986, il entame grâce à Jean-Claude Forest une collaboration fructueuse avec plusieurs publications pour la jeunesse du groupe Bayard Presse. Il dessine des histoires vraies pour le périodique Okapi. Pour Astrapi, il réalise son premier album, Gandhi, le pèlerin de la paix (scénario de Benoit Marchon), qui retrace la vie du Mahatma.
En 1988, le scénariste Rodolphe propose à Leo de dessiner ses histoires, ce qu'il accepte. Ceci débouchera sur une collaboration pérenne, puisqu'encore d'actualité en 2025, après huit volumes publiés dans la série Trent et cinq dans la série Kenya, sans compter la coécriture des scénarios sur vingt-cinq albums supplémentaires de différentes séries (Namibia, Amazonie, Scotland, Centaurus, Europa, Demain).
En 1993, il parvient à réaliser un vieux projet : être le scénariste, dessinateur et coloriste de sa propre série. C'est le début des Mondes d'Aldébaran. Après avoir publié cinq volumes d'Aldébaran en 2000, il lance Bételgeuse qui est nommé en 2004 pour le Prix de la série au festival d'Angoulême. Suit un nouveau cycle, Antarès, de 2007 à  2015, et une série parallèle Survivants (anomalies quantiques), à partir de 2011, qui converge avec la trame principale en 2018 avec la sortie de Retour sur Aldébaran et se poursuit dans la série Neptune (2022).
En 2007, Icar, qui n'est autre que Franck Picard, dessinateur de Fatum (1996) et Anamorphose (2005), demande à Leo de lui écrire un scénario. Cette collaboration donnera Terres lointaines, une histoire de science-fiction qui elle aussi se passe sur une planète colonisée.

## Son art
Le dessin de Leo consiste en des traits simples. Pas de fioritures ou de détails, il est proche de la ligne claire.
Spécialisé dans la science-fiction, Leo se distingue par l'utilisation de vastes scènes à la ligne épurée ; il fait souvent intervenir des créatures étranges, détaillées par exemple dans le bestiaire des Mondes d'Aldébaran.

## Prix
- 2003 : Prix Bob Morane pour Bételgeuse, tome 3 : L'Expédition
- 2008 : Prix Tournesol pour Bételgeuse, tome. 5 : L'Autre
- 2009 :  Prix Haxtur du meilleur scénario pour Bételgeuse

## Publications

### Gandhi, le pèlerin de la paixavecBenoît Marchon,Éditions du Centurion,Paris
1. Gandhi, le pèlerin de la paix, 1989

### Trent, scénario deRodolphe, dessin de Leo, couleurs de Leo etMarie-Paule Alluard,Dargaud, Paris
1. L'Homme mort, 1991, réédité en 2000
2. Le Kid, 1992
3. Quand s'allument les lampes…, 1993, réédité en 2000
4. La Vallée de la peur, 1995
5. Wild Bill, 1996
6. Le Pays sans soleil, 1998
7. Miss, 1999
8. Petit Trent, 2000

### Kenya/Namibia/Amazonie/Scotland, scénario de Leo etRodolphe,Dargaud
À partir de 2022, les cycles successifs sont regroupés sous l'appellation Les missions fantastiques de Kathy Austin, de manière comparable à ce qui avait été fait dès le second cycle pour Les Mondes d'Aldébaran.

### Dexter London, scénario de Leo, dessin deSergio Garcia Sanchez,Dargaud, Paris
1. Aventurier professionnel, 2002[2]
2. La Traversée du désert, 2003
3. Les Sources du Rouandiz, 2005

### Terres lointaines, scénario de Leo, dessin et couleurs d'Icar,Dargaud, Paris
1. Épisode 1, mars 2009
2. Épisode 2, septembre 2009
3. Épisode 3, octobre 2010
4. Épisode 4, octobre 2011
5. Épisode 5, novembre 2012

### Ultime Frontière, scénario de Leo, dessin d'Icar,Dargaud, Paris
1. Épisode 1, septembre 2014
2. Épisode 2, octobre 2015
3. Épisode 3, septembre 2016
4. Épisode 4, juin 2017

### Centaurus, scénario de Leo et deRodolphe, dessin et couleurs deZoran Janjetov,Delcourt
1. Terre promise, mars 2015
2. Terre étrangère, mars 2016
3. Terre de folie, mai 2017
4. Terre d'angoisse, juin 2018
5. Terre de mort, septembre 2019

### Europa, scénario de Leo et deRodolphe, dessin et couleurs deZoran Janjetov,Delcourt
1. La lune de glace, février 2021
2. Vertiges, février 2023

### Mermaid Project, scénario de Leo etCorine Jamar, dessin deFred Simon,Dargaud, Paris
1. Tome 1, septembre 2012
2. Tome 2, juin 2013
3. Tome 3, juin 2014
4. Tome 4, août 2015
5. Tome 5, février 2017

### Mermaid ProjectCycle 2, scénario de Leo etCorine Jamar, dessin deFred Simon,Dargaud, Paris
1. Tome 1, mai 2018
2. Tome 2, juin 2020

### La Porte de Brazenac, scénario de Leo etRodolphe, dessin dePatrick Pion,Dargaud, Paris
1. La Porte de Brazenac, février 2014

### Demain, scénario de Leo etRodolphe, dessin deLouis Alloing,Delcourt
1. Acte 1, janvier 2022
2. Acte 2, novembre 2022
3. Acte 3, novembre 2023
4. Acte 4, novembre 2024

### Republication en intégrales
- 1 Cycle Aldébaran : L'intégrale, Dargaud, juillet 1999
Scénario, dessin et couleurs : Leo -  (ISBN 978-2205049381)
- 2 Cycle Bételgeuse : L'intégrale, Dargaud, novembre 2006
Scénario, dessin et couleurs : Leo -  (ISBN 978-2205059304)
- 3 Cycle Antarès : L'intégrale, Dargaud, novembre 2018
Scénario, dessin et couleurs : Leo -  (ISBN 978-2205078985)
- 4 Cycle Survivants : L'intégrale, Dargaud, novembre 2019
Scénario, dessin et couleurs : Leo -  (ISBN 978-2205079630)